# Basil L. Plumley

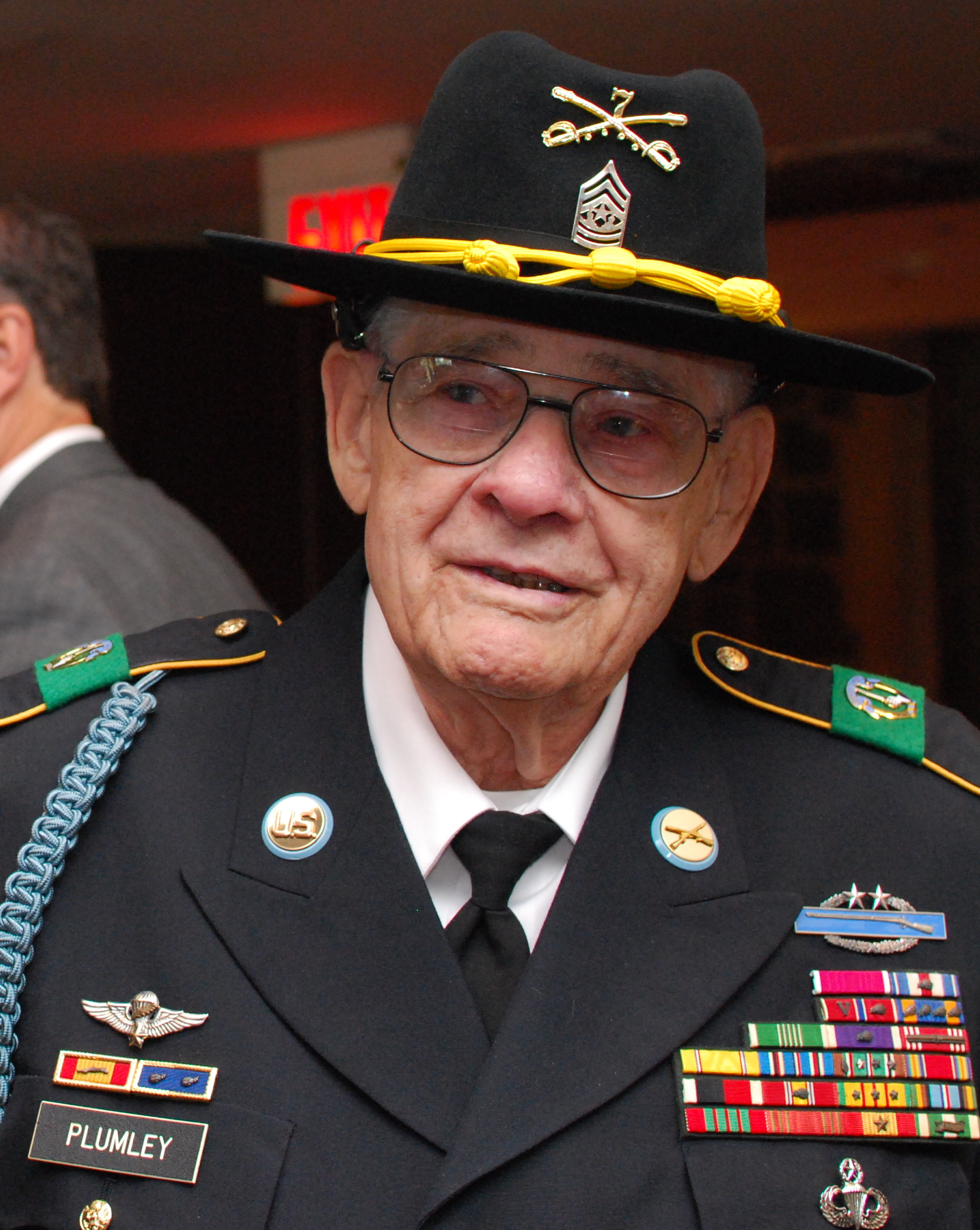
Basil L. Plumley.

Basil L. Plumley (Shady Spring, Virginia Occidental; 1 de enero de 1920 – Columbus, Georgia; 10 de octubre de 2012) fue un Sargento Mayor de Comando del ejército de Estados Unidos. Participó en la Segunda Guerra Mundial, en la Unidad 82 Aerotransportada, llegando a estar en acciones como Sicilia, Normandía y Market Garden. Pero es más famoso por sus acciones como un sargento mayor de primera del Ejército de EE. UU. en el 7.º Regimiento de Caballería, en la batalla del valle de Ia Drang (Vietnam, 1965). Murió de cáncer el 10 de octubre de 2012, después de estar nueve días hospitalizado. Le sobreviven su hija, Debbie Kimble, una nieta y dos bisnietos.